# Ungmennafélagið Fjölnir
Ungmennafélagið Fjölnir er en islandsk fodboldklub. Aron Johannsson har spillet i klubben.